# Doswellia
Doswellia is een geslacht van uitgestorven archosauriformen uit het Laat-Trias van Noord-Amerika. Het is het meest opvallende lid van de familie Doswelliidae, verwant aan de proterochampsiden. Doswellia was een lage en zwaargebouwde carnivoor die leefde tijdens het Carnien van het Laat-Trias. Hij heeft veel ongewone kenmerken, waaronder een brede, afgeplatte kop met smalle kaken en een doosachtige ribbenkast omringd door vele rijen benige platen.
De typesoort Doswellia kaltenbachi werd in 1980 benoemd naar fossielen die werden gevonden in de Vinita-afzetting van de Doswell-formatie (voorheen bekend als de Falling Creek-formatie) in Virginia. De formatie, die zich in het Taylorsville-bekken bevindt, maakt deel uit van de grotere Newark-supergroep. Doswellia is vernoemd naar Doswell, de stad waar veel van de overblijfselen van het taxon zijn gevonden. Een tweede soort Doswellia sixmilensis werd in 2012 beschreven vanuit de Bluewater Creek-formatie van de Chinle Group in New Mexico. Deze soort werd echter vervolgens overgebracht naar het afzonderlijke geslacht Rugarhynchos. Deugdelijke fossielen van Doswellia kaltenbachi zijn ook bekend uit de Chinle-formatie van Arizona.

## Beschrijving
Doswellia werd een kleine twee meter lang.

Doswellia in grootte vergeleken met een mens

Doswellia bezit veel sterk afgeleide kenmerken in zijn skelet. De schedel is laag en langwerpig met een smalle snuit en een breed temporaal gebied achter de oogkassen. Het temporale gebied is ongebruikelijk omdat het euryapside is, wat betekent dat de onderste van de twee slaapvensters aan weerszijden van de schedel is gesloten. Het jukbeen is naar achteren verbreed in het gebied dat het onderste slaapvenster normaal gesproken zou innemen. Gepaarde squamosa strekken zich uit tot voorbij de achterste rand van de schedel en vormen kleine hoornachtige uitsteeksels. De schedel van Doswellia mist verschillende botten die worden gevonden bij andere basale archosauriformen, waaronder de postfrontalia, tabularia en postparietalia.
Het lichaam van Doswellia is ook onderscheidend. De nek is langwerpig en gedeeltelijk bedekt door een samengesmolten verzameling benige schubben, een nekplaat genoemd. De ribben in het voorste deel van de romp steken horizontaal uit de ruggengraat en buigen vervolgens in hoeken van bijna negentig graden om het lichaam van Doswellia een doosachtige vorm te geven. Het bladachtige darmbeen van de heup steekt ook horizontaal uit. Rijen osteodermen strekten zich uit van de nekplaat tot aan de staart. Minstens tien rijen bedekten het breedste deel van de rug.

## Ontdekking

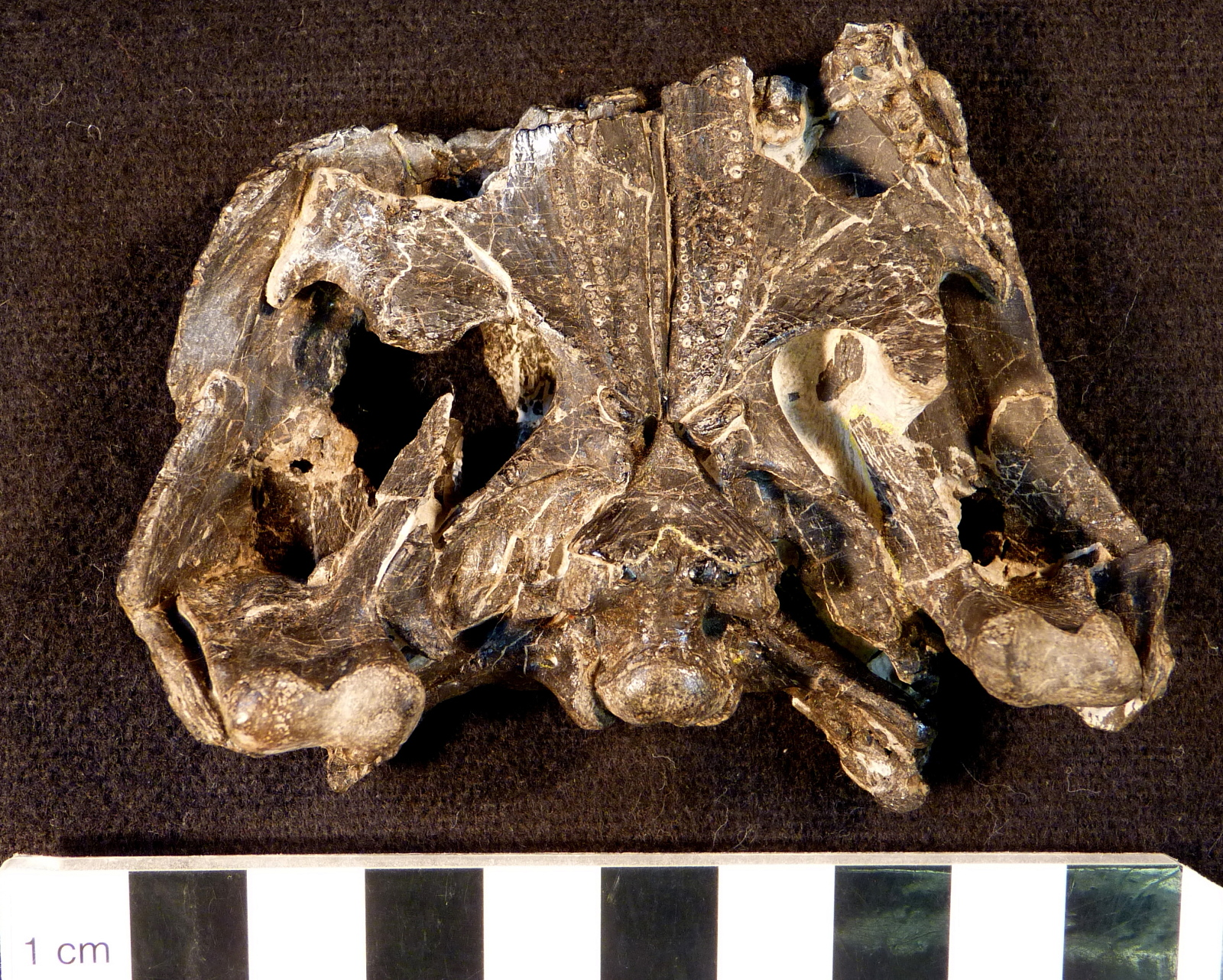
De schedel van het paratype van onderen bezien

De meest complete exemplaren van Doswellia werden in 1974 ontdekt tijdens de bouw van een rioolwaterzuiveringsinstallatie in Doswell, Virginia. Een team onder leiding van James Kaltenbach (waarnaar de soortaanduiding van Doswellia kaltenbachi vernoemd is) heeft een groot blok opgegraven met een gedeeltelijk skelet, waaronder talrijke wervels, ribben, osteodermen (benige platen) en andere botten. Dit blok, USNM 244214, bevat het holotype van Doswellia kaltenbachi. Twee extra steenplaten werden later op dezelfde plaats opgegraven en hadden vrijwel zeker betrekking op hetzelfde individu. Een van deze platen bevatte extra wervels en ribben, terwijl de andere een gedeeltelijke schedel en onderkaak bevatte. Deze extra platen werden gezamenlijk het paratype USNM 214823. Het afgezonderde rechterjukbeen USNM 437574 dat op de vindplaats werd gevonden, is ook naar de soort verwezen.
In de jaren 1950 en 1960 werden verschillende extra botten (waaronder wervels, osteoderm, een onderkaak en een dijbeen) opgegraven in de buurt van Ashland, iets ten zuiden van Doswell. Aanvankelijk werd aangenomen dat deze exemplaren tot de phytosauriërs behoorden, maar nadat de Doswell-exemplaren waren gevonden, werd herkend dat ze behoorden tot Doswellia. De Ashland-exemplaren zijn gecatalogiseerd als USNM 186989 en USNM 244215. Diverse osteodermen en wervels van de Otis Chalk en Colorado City-formatie in Texas, evenals de Monitor Butte-formatie in Utah zijn ook toegewezen aan Doswellia. Fossielen verwezen naar een Doswellia cf. kaltenbachi zijn bekend uit het Petrified Forest National Park in Arizona. Ze werden gevonden in de Blue Mesa-afzetting van de Chinle-formatie, waardoor de vondsten uit Arizona tot de jongste in het geslacht behoren.
In 2012 werd een nieuwe soort archosauriformen beschreven en verwezen naar Doswellia als de tweede soort Doswellia sixmilensis. Het holotype van deze soort was NMMNH P-61909, een onvolledig skelet inclusief schedelfragmenten, osteodermen, wervels en mogelijke ledematenfragmenten. Het werd gevonden in lagen van de Bluewater Creek-formatie, aan het oppervlak komend bij Sixmile Canyon in McKinley County, New Mexico. Een herbeschrijving uit 2020 van Doswellia sixmilensis stelde vast dat de veronderstelde snuitfragmenten een volledige schedel van een verwante doswelliide vertegenwoordigden. Nadat grote anatomische verschillen werden ontdekt, kreeg de soort in 2020 het eigen geslacht Rugarhynchos.

## Paleobiologie

### Kaakfunctionaliteit
Het quadratojugale en surangulare (respectievelijk op de schedel en de onderkaak) werden beide opgenomen in het kaakgewricht, waardoor het gewricht werd versterkt en beweging van links naar rechts of van voren naar achteren werd voorkomen. Als gevolg hiervan zouden de kaken van Doswellia niet in staat zijn geweest tot enige andere beduidende vorm van beweging dan een verticaal schaarachtig aaneensluiten. Bovendien bevonden zich in de vergrote achterkant van de schedel en het zeer diepe achterste deel van de onderkaak waarschijnlijk spieren die de kaak met veel kracht zowel konden openen als sluiten. Dit in tegenstelling tot moderne krokodilachtigen, die een krachtige beet hebben maar een veel zwakker vermogen om hun kaken te openen. Desalniettemin is de grote hoeveelheid reliëf in de schedel van Doswellia vergelijkbaar met de schedels van moderne krokodilachtigen. Het is waarschijnlijk een aanpassing om spanningen in de schedel te minimaliseren tijdens een krachtige beet.

### Voeding en leefgewoonten

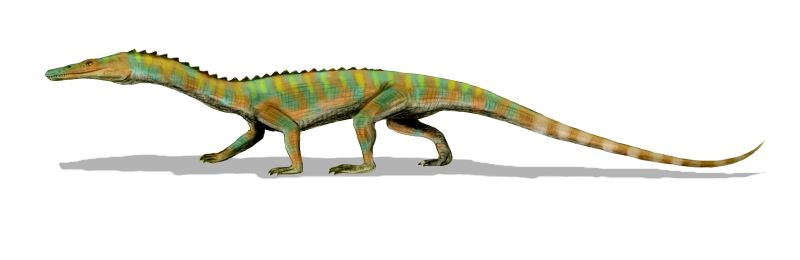
Doswellia had wellicht een lage lichaamshouding, geschikt om te zwemmen

De puntige tanden, lange snuit en naar boven gerichte ogen van Doswellia ondersteunen het idee dat het een aquatisch dier was. Bovendien zijn de relatief compacte osteodermen ook bewijs voor een aquatische levensstijl. Hij hoeft echter niet noodzakelijk strikt aquatisch te zijn, aangezien deze kenmerken ook worden aangetroffen bij dieren als de phytosauriër Parasuchus, waarvan bekend is dat hij op landbewonende reptielen zoals Malerisaurus heeft gejaagd. Andere mogelijke voedselbronnen zijn schaaldieren, tweekleppigen en (meer speculatief) grote vliegende of springende insecten. Het is ook denkbaar dat hij in staat was om beperkt te graven, hetzij voor beschutting (zoals bij alligators) of voor verdediging, waarbij hij zichzelf gedeeltelijk begroef in zijn pantser en om zijn zachte onderkant te beschermen. Deze techniek wordt toegepast door moderne gordeldieren en hagedissen uit de geslachten Echidna en Cordylus. De voorste ledematen zijn onbekend bij Doswellia, dus er is geen direct bewijs voor gravende aanpassingen.

### Beweging

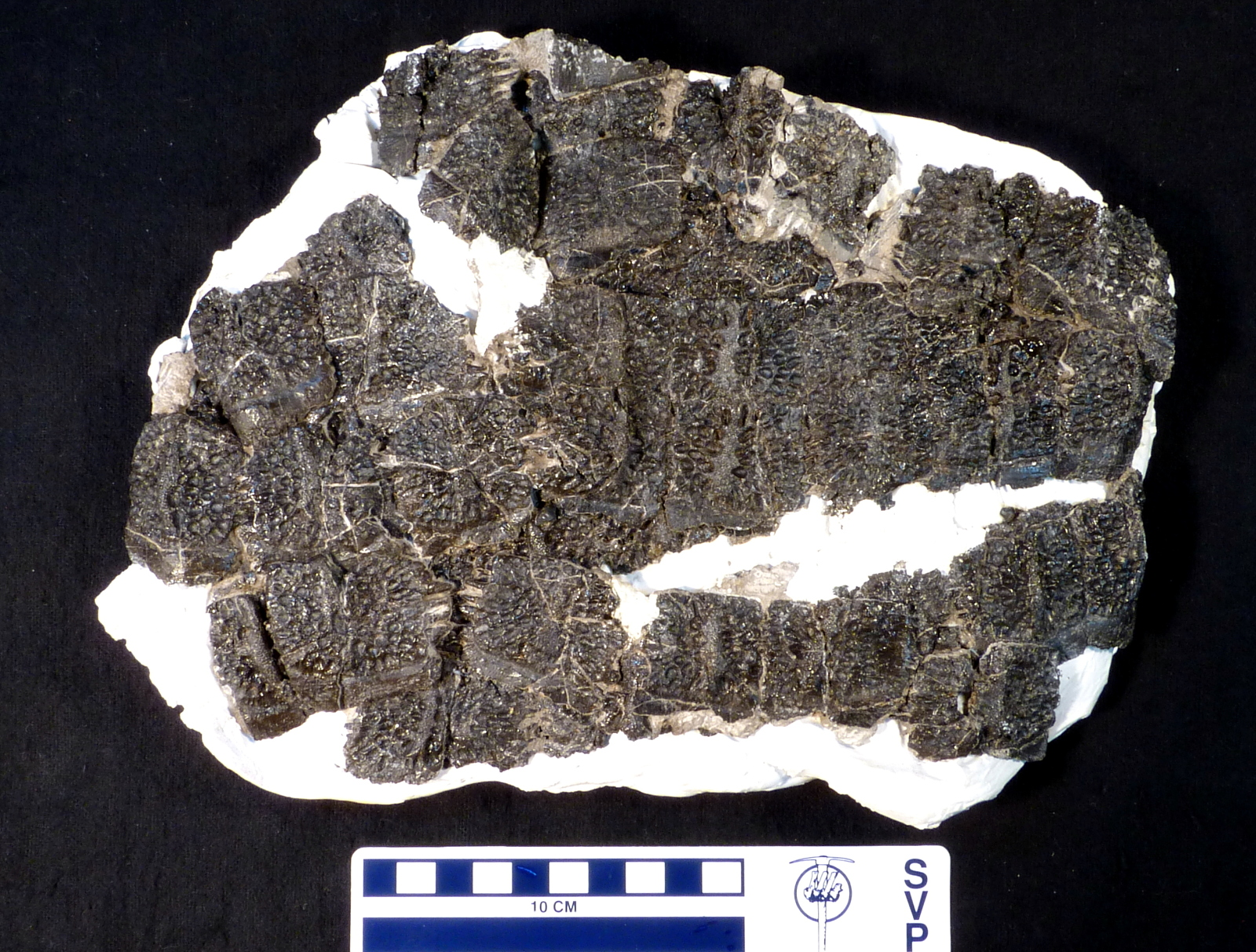
De reeksen osteodermen maakten wellicht het lichaam weinig buigzaam

De nek van Doswellia was lang en flexibel, maar ook zwaar gepantserd zodat hij waarschijnlijk niet in staat was om de hals boven het horizontale vlak te heffen. De nek was waarschijnlijk beter geschikt voor neerwaartse en laterale (zijwaartse) bewegingen. Het lichaam was waarschijnlijk ook niet in staat grotendeels op en neer te bewegen vanwege de uitgebreide en overlappende bepantsering die het geslacht kenmerkt. De borst zou veel waarschijnlijker zijdelings zijn gebogen (zoals de meeste levende reptielen en amfibieën) terwijl het dier liep. De voorste staartwervels waren vergelijkbaar met de wervels van de borstkas, dus de voorkant van de staart zou waarschijnlijk op gelijke hoogte zijn gehouden met het torso. De rest van de staart zou beter in staat zijn geweest om naar beneden te buigen, maar miste veel aanpassingen voor zijwaartse beweging. Dit betekent dat, als Doswellia een aquatisch roofdier was, het waarschijnlijk niet zijn staart zou hebben gebruikt om te zwemmen zoals bij moderne krokodilachtigen. Hoewel materiaal van de ledematen niet goed bekend is van Doswellia, suggereert het materiaal dat bewaard is gebleven dat zowel de voor- als de achterpoten krachtig gebouwd waren. Hoewel de bizarre naar beneden wijzende heupkom van Doswellia een rechtopstaande houding had kunnen geven zoals bij dinosauriërs (inclusief de gepantserde ankylosauriërs), suggereren verschillende andere basale kenmerken dat het waarschijnlijker was dat de achterpoot de meeste tijd zijwaarts uitgestrekt of half uitgestrekt gehouden werd.

### Histologie en osteodermontwikkeling

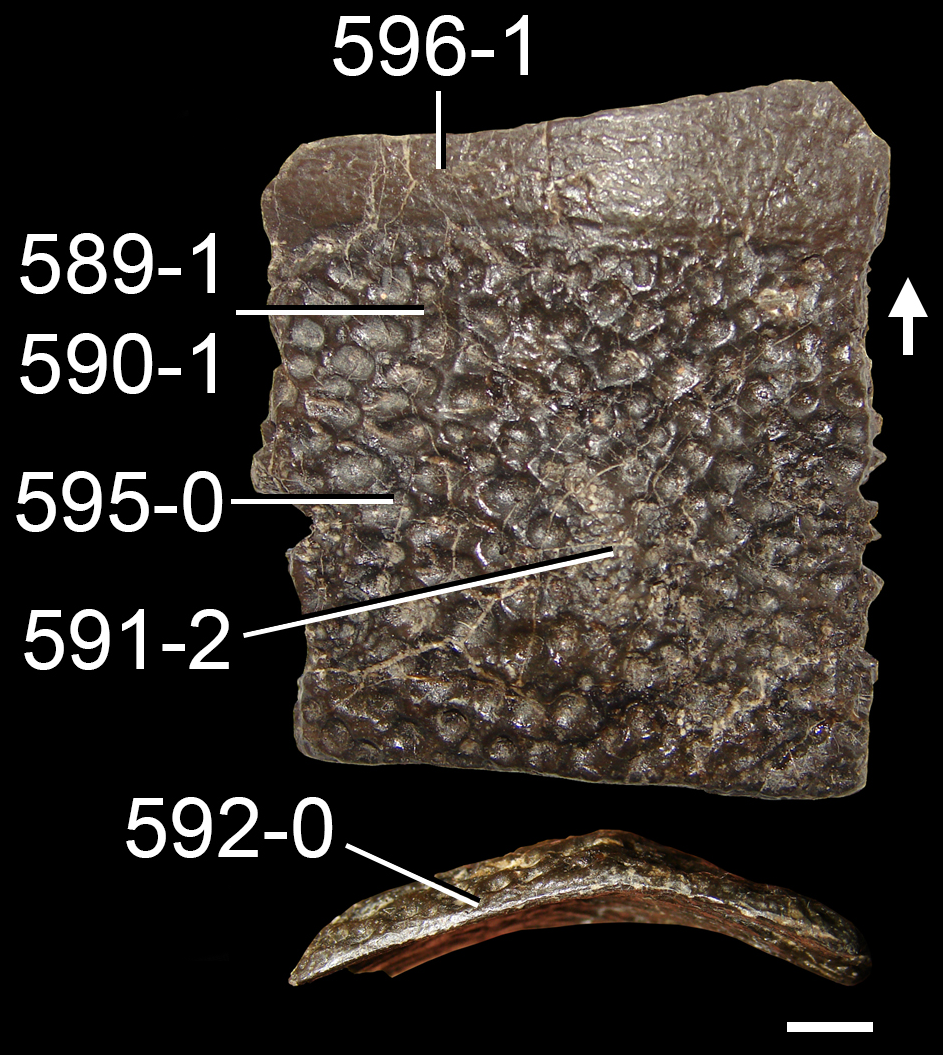
Details van een osteoderm

In 2017 kreeg een osteoderm van het Doswellia-holotype een histologische analyse om groeipatronen te bestuderen. De analyse concludeerde dat het osteoderm gevormd wordt door intramembraneuze ossificatie gezien het ontbreken van structurele vezels erin. Dit betekent dat het bot van het osteoderm gevormd is uit een zachte laag periostaal weefsel, in plaats van fibreuze pezen of kraakbeen. Groeisporen in het bot geven aan dat het holotype-exemplaar van Doswellia stierf op dertienjarige leeftijd. Misschien wel het meest unieke aspect van de osteoderme ontwikkeling van Doswellia ligt in het feit dat de ribbels gevormd zijn uit het bot in plaats van uit de putjes. Bij de meeste prehistorische gepantserde dieren met ostodermen met putjes, werd het putpatroon gevormd doordat specifieke plekken van het bot opnieuw werden geabsorbeerd, waardoor putjes ontstonden. Dit geldt zelfs voor andere doswelliiden zoals Jaxtasuchus. De bestudeerde osteoderm van Doswellia toont echter geen bewijs voor reabsorptie van specifieke gebieden, maar vertoont in plaats daarvan verhoogde hoeveelheden botgroei in het web van richels die de putjes omringen. Hoewel bepaalde rauisuchiden (niet-crocodylomorfe paracrocodylomorfe archosauriërs) ook osteodermen hebben die ontstaan uit botgroei in specifieke gebieden, zijn hun osteodermen relatief glad in plaats van met putjes. Vancleavea, een veronderstelde verwant van Doswellia waarvan ook de osteodermen werden geanalyseerd, verschilde op meerdere wijzen van het geslacht.

## Classificatie
De typesoort Doswellia kaltenbachi werd in 1980 beschreven door Weems. Weems plaatste Doswellia binnen de Thecodontia, een groep archosauriërs die traditioneel veel archosauriërs uit het Trias omvatte. Hij plaatste het geslacht binnen zijn eigen familie Doswelliidae, en onderorde Dosweliina. Parrish (1993) plaatste Doswellia onder de meest basale van de Crurotarsi, een groep die krokodilachtigen en hun uitgestorven verwanten omvat. Meer recentelijk stelden Dilkes en Sues (2009) een nauwe verwantschap voor tussen Doswellia en de vroege archosauriforme familie Proterochampsidae. Desojo et al. (2011) voegden de Zuid-Amerikaanse archosauriformen Tarjadia en Archeopelta toe aan Doswelliidae en vonden steun voor de classificatie van Dilkes en Sues in hun eigen fylogenetische analyse. Hoewel Tarjadia en Archeopelta nu worden beschouwd als erpetosuchiërs die slechts in de verte verwant zijn aan Doswellia, wordt de familie Doswelliidae nog steeds als geldig beschouwd omdat andere taxa (zoals Jaxtasuchus uit Duitsland en Ankylosuchus uit Texas) worden beschouwd als naaste verwanten van Doswellia.